# Electro Hippies
Electro Hippies — британская краст-панк-группа, основанная в 1985 году в городе Уиган, Великобритания.
Хотя они просуществовали недолго и были андеграундными на протяжении всей карьеры, их музыка повлияла на многие будущие краст, хардкор панк и грайндкор группы. Группа в значительной степени полагалась на низкие басовые звуки, чтобы создать свою lo-fi, примитивно спродюсированную музыку. Они также включали элементы хеви-метала и их описывали как "прото-грайндкор". Группа решительно придерживалась DIY этики, которая была очень распространена среди многих ранних краст панк-групп. В текстах песен группы много говорилось о правах животных и вегетарианстве. Повторяющейся лирической темой на каждом альбоме была корпорация McDonald's, о чем свидетельствуют тексты песен "Run Ronald" и "Scum".
Группу поддерживал Джон Пил, для которого они записали радиосессию в 1987 году, выпущенную Strange Fruit Records в виде мини-альбома в том же году.
В состав Electro Hippies входил Джефф Уокер (гитара, вокал). Позже он присоединился к экстремальной метал-группе Carcass. Когда Уокер полностью перешел в Carcass, Саймон (ударные) и Энди (гитара) взяли на себя вокальные обязанности. В конечном итоге группа распалась в 1989 году, сыграв последний концерт и выпустив его в качестве финального альбома.

## Участники
- Джефф Уокер — гитара, вокал
- Саймон — ударные
- Бруно — бас-гитара
- Энди — гитара, вокал
- Дом — бас-гитара
- Уайти — ударные
- Фил — гитара

## Дискография
Показаны места в UK Indie Chart.
- 1986 Play Loud or Not at All Flat Earth Records (Generic/Electro Hippies split LP)
- 1988 The Only Good Punk... Is A Dead One LP. Peaceville Records.
- 1987 The Peel Sessions 12". Strange Fruit Records (#10).
- 1989 Live LP. Peaceville Records (#7).
- 1989 Play Fast Or Die 12". Necrosis Records (#19). Re-issue of the band’s half of the split LP with Generic.
- 1989 The Peaceville Recordings LP/CD. Peaceville Records.
- 1989 «Mega Armageddon Death Pt.3» / «You Suffer» 7". Split single with Napalm Death included with initial copies of the «Grindcrusher» compilation LP on Earache Records.
- 2002 The Only Good Punk CD. Peaceville Records.

За время своей короткой карьеры они также появлялись на многих сборниках, таких как A Vile Peace, Digging in Water, сборник Peel sessions и Vile Vibes.